# 1911 en Colombie-Britannique
Chronologie de la Colombie-Britannique
- 1907
- 1908
- 1909
- 1910
- 1911
- 1912
- 1913
- 1914
- 1915

Cette page concerne des événements qui se sont produits durant l'année 1911 dans la province canadienne de Colombie-Britannique.

## Politique
- Premier ministre : Richard McBride.
- Chef de l'Opposition : Harlan Carey Brewster
- Lieutenant-gouverneur : Thomas William Paterson
- Législature :

## Événements

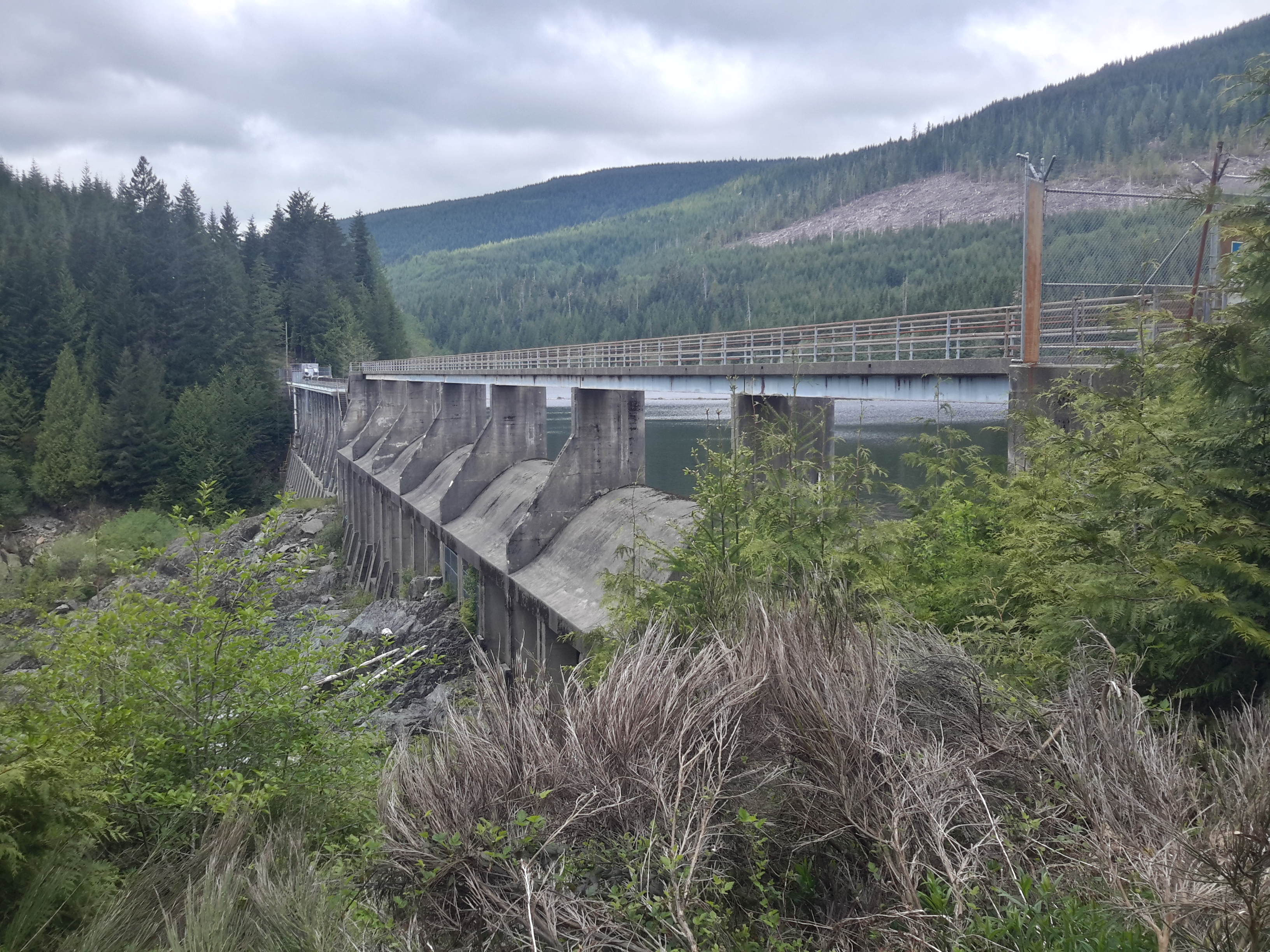
Jordan River Dam.

- Fondation de l'Association de hockey de la Côte du Pacifique incluant le club de hockey les Millionnaires de Vancouver et les Aristocrats de Victoria.

- Achèvement du Jordan River Dam, barrage hydroélectrique et de dérivation[1].